# Szamápatti

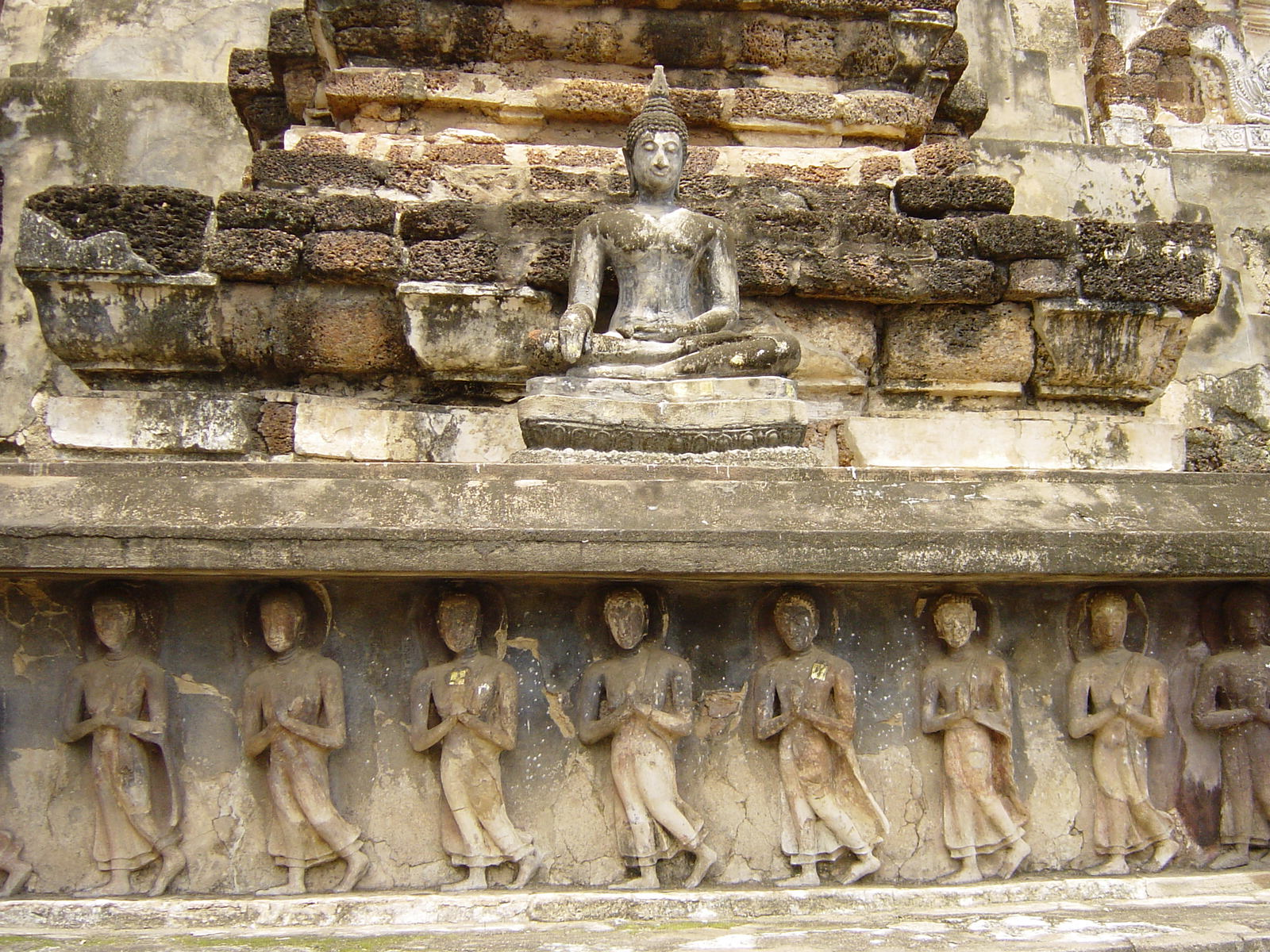
Ülő és sétáló meditáció

A szamápatti (szanszkrit; páli; kínai: 三摩跋提, pinjin: sānmóbátí) általános fogalom a buddhista és a hindu jógában, gyakran használják a szamádhi szinonimájaként.

## Etimológia
A szamápatti jelentése az igazság helyes (szamjag) elsajátítása (ápatti). Ez az alaukika-pratjaksa (különleges érzékelés) egy formája, tehát a megfelelő tudás (pramána) egyik perceptuális eszköze.

## Buddhizmus
A buddhizmusban a szamápatti a nyolc dhjánára utal.

## Pátanydzsala jóga
A Pátanyzdsali jóga szútrákban a szamápatti a jóga egy univerzális formája, a szampradzsnyáta-szamadhi, vagy szavikalpa szamadhi, amelyet az aszampradzsnyáta-szamadhi követ. Előfeltétele a tudat minden változásának megszüntetése.